# Palmorchis
Palmorchis es un género de orquídeas perteneciente a la subfamilia Epidendroideae dentro de la familia Orchidaceae. Tiene 38 especies.
Se distribuyen desde Centroamérica hasta La Amazonia en Brasil donde habita en la América tropical y ecuatorial.

## Descripción
Las especies de este género puede ser reconocidas por tener las raíces fibrosas y duras, solo la parte basal del tallo o en cortos rizomas, tallos leñosos, firmes, en posición vertical, algo caspitosas, raramente aislado, por lo general hasta 50 cm de altura, hojas alternas herbáceas o espiral que en su base abraza el tallo, plurinervadas longitudinalmente, como en el género Elleanthus.
La inflorescencia es axilar o apical, o en paniculado corimbo, cuyas pequeñas y pocas flores, que se asemejan a las de Sobral, tienen sépalos y pétalos similares, estrechos y los labios mucho más amplio que los pétalos, trilobado por encima de la media, cuenta con dos quillas en el disco que suelda los labios ligeramente a la columna y se ahorquilla al final.  La columna es larga y delgada con antera apical bilocular.

## Taxonomía
Se propuso por João Barbosa Rodrigues, que publicó el género y especies en Orchidearum Novarum 1: 169 en 1877. La publicación original no determina un tipo de especie para el género, pero en el mismo trabajo Barbosa Rodrigues describe  Palmorchis pubescentis y Palmorchis sobralioides, por lo tanto, Schlechter lo ha designado como el primer lectotipo. 
Etimología
El nombre viene del griego Palmae, palma, y Orchis, orquídea, donde se refiere a la multiplicación vegetativa por la similitud de este género de orquídeas con estas plantas.

## Especies

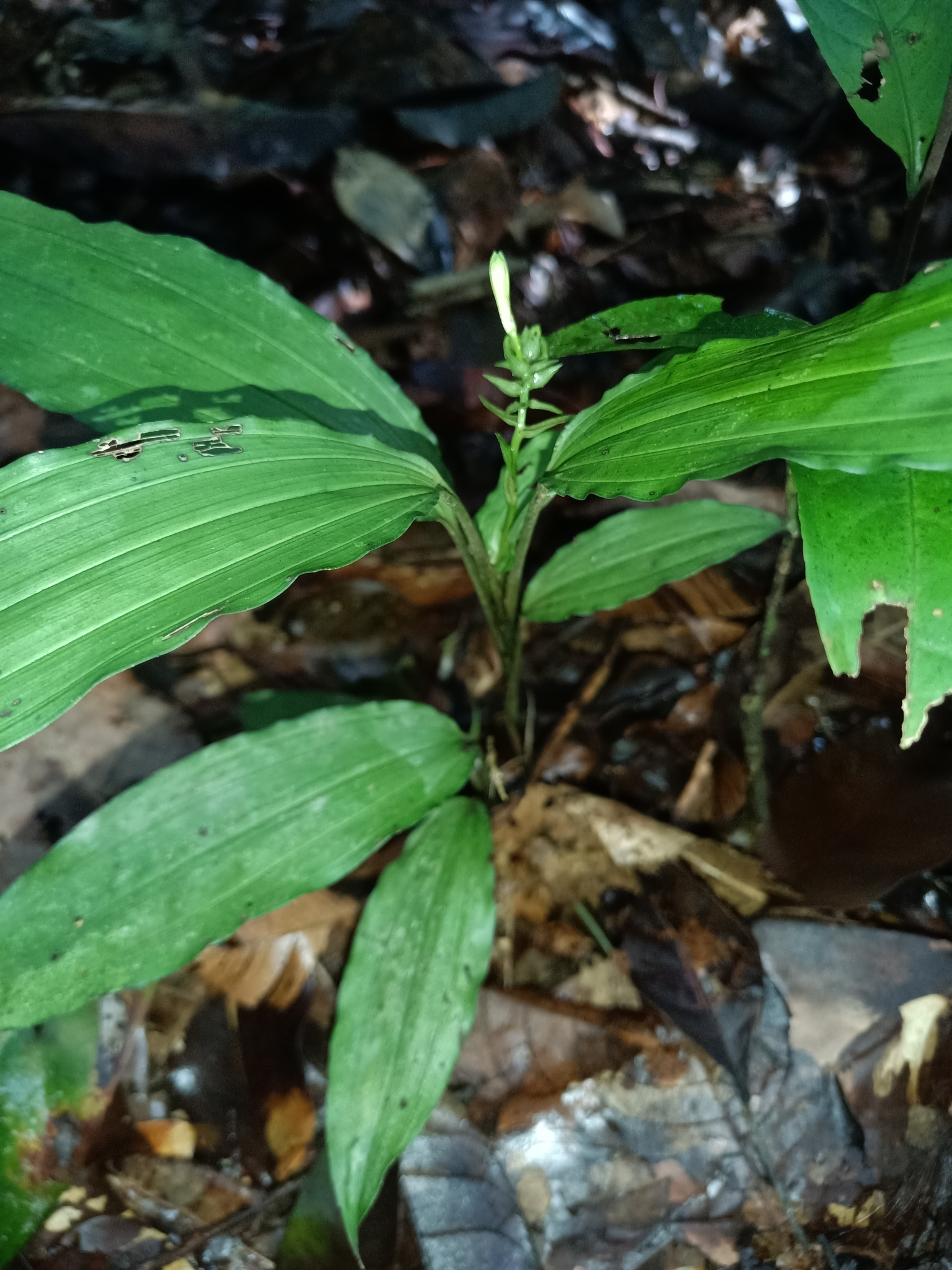
Palmorchis pabstii

- Palmorchis antioquiensis Szlach., Baranow & Dudek
- Palmorchis blancae Damian
- Palmorchis carlos-parrae Szlach. & Baranow
- Palmorchis caxiuanensis Rocha (2006)
- Palmorchis chocoensis Szlach., S.Nowak & Baranow
- Palmorchis colombiana Garay (1978)
- Palmorchis deceptoria Veyret & Szlach. (1995)
- Palmorchis dressleriana Szlach., Baranow & Dudek
- Palmorchis duckei Hoehne (1944)
- Palmorchis eidae Dressler (2002)
- Palmorchis fractiflexa Szlach. & Baranow
- Palmorchis guianensis (Schltr.) C.Schweinf. & Correll (1940)
- Palmorchis imuyaensis Dodson & G.A.Romero (1993)
- Palmorchis kuhlmannii (Schltr.) L.O.Williams
- Palmorchis liberolabellata Damian
- Palmorchis lobulata (Mansf.) C.Schweinf. & Correll (1940)
- Palmorchis loretana Damian & L.A.Torres
- Palmorchis maculata Szlach. & Baranow
- Palmorchis maguirrei Szlach., S.Nowak & Baranow
- Palmorchis misas-urretae Szlach. & Baranow
- Palmorchis nitida Dressler (1983)
- Palmorchis pabstii Veyret (1978)
- Palmorchis paludicola Dressler (1997)
- Palmorchis pandurata C.Schweinf. & Correll (1940)
- Palmorchis powellii (Ames) C.Schweinf. & Correll (1940)
- Palmorchis prospectorum Veyret (1978)
- Palmorchis puber (Cogn.) Garay (1962)
- Palmorchis pubescentis Barb.Rodr. (1877)
- Palmorchis rubioi Szlach., Baranow & Dudek
- Palmorchis schneideri Szlach., Baranow & Dudek
- Palmorchis silvicola L.O.Williams (1970)
- Palmorchis sobralioides Barb.Rodr. (1877)
- Palmorchis sordida Dressler (1997)
- Palmorchis trilobulata L.O.Williams (1941)
- Palmorchis trinotata Dressler (1997)
- Palmorchis triquilhada Ferreira Filho & Barberena
- Palmorchis valdiviesoana Szlach. & Baranow
- Palmorchis yavarensis Damian & Torres[1]